# Martin Burger
Martin Burger (ur. 15 lipca 1939 w Pettneu am Arlberg) – austriacki narciarz alpejski, brązowy medalista mistrzostw świata.
Wystartował na mistrzostwach świata w Chamonix w 1962 roku, gdzie wywalczył brązowy medal w gigancie. W zawodach tych wyprzedzili go jedynie dwaj rodacy: Egon Zimmermann i Karl Schranz. Był to jego jedyny medal wywalczony na międzynarodowej imprezie tej rangi oraz jedyny start na mistrzostwach świata. Nigdy nie wystartował na igrzyskach olimpijskich.

## Osiągnięcia

### Mistrzostwa świata
| Miejsce | Dzień     | Rok  | Miejscowość | Konkurencja | Czas biegu | Strata | Zwyciężczyni    |
| ------- | --------- | ---- | ----------- | ----------- | ---------- | ------ | --------------- |
| 3.      | 15 lutego | 1962 | Chamonix    | Gigant      | 1:38,97    | +0,45  | Egon Zimmermann |